# Кучиновка
Кучи́новка (укр. Кучинівка) — село в Сновском районе Черниговской области Украины. Население 997 человек (2023 год). Занимает площадь 12,44 км². Протекает река Домна (приток Снова).
Код КОАТУУ: 7425883001. Почтовый индекс: 15252. Телефонный код: +380 4654.

## Власть
Орган местного самоуправления — Кучиновский сельский совет. Почтовый адрес: 15252, Черниговская обл., Сновский р-н, с. Кучиновка, ул. Чапаева, 1.

## История
В XIX веке село Кучиновка было в составе Велико-Щимельской волости Городнянского уезда Черниговской губернии. В селе была Николаевская церковь.
Место ожесточенных военных действий в сентябре 1941 года (контрудар советских войск: Рославльско-Новозыбковская операция), а также в сентябре 1943 года (заметны остатки земляных укреплений в лесу восточнее села). В деревне прожил последние годы жизни и скончался поэт-диссидент Леонид Терехович. В селе родился епископ Кронид (Мищенко).

## Интернет-ссылки
- Историческая информация о селе Кучиновка